# Paris (Supertramp)

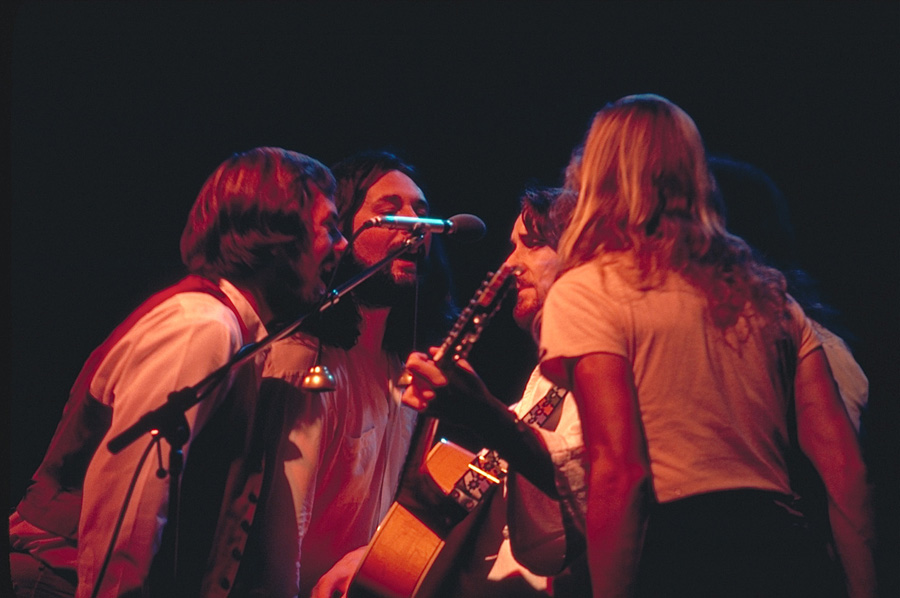
Imatge del grup de música Supertramp.

Paris és un doble àlbum en directe del grup de rock anglès Supertramp, publicat el 1980. Va ser gravat a la gira Breakfast in America a París, França, amb la majoria de les cançons preses dels concert del 29 de novembre de 1979 al pavelló de París. Va arribar al número 8 del Billboard 200 a finals de 1980 i al número 7 dels UK Albums Charts del Regne Unit, va ser certificat Gold per la RIAA, mentre que la versió en senzill de "Dreamer" va arribar al número 15 de la llista nord-americana Billboard Hot 100.

## Història
L'àlbum va tenir el seu origen per una banda per tal de donar a conèixer al públic nord-americà les cançons anteriors al disc Breakfast in America, i d'altra banda per guanyar temps a la gravació d'un nou àlbum davant la forta pressió de nou contingut generada pel gran èxit del grup en aquells moments.
Amb l'estudi mòbil de la banda, es van gravar diversos concerts al Canadà i a Europa. No obstant això, quan Pete Henderson i Russel Pope van presentar a la banda les cintes de les diverses gravacions els membres del grup van coincidir que les millors eren les realitzades el 29 de novembre al Pavelló de Paris. Algunes cançons van ser preses d'altres concerts durant l'estada a París i es van afegir overdubs d'estudi, principalment per a la veu i l'orgue de John Helliwell. Tanmateix, Helliwell va defensar que la quantitat de sobrecàrrega afegida era mínima en comparació amb la majoria dels àlbums en viu de l'època: "Molta gent, quan fa un àlbum en directe, només manté la bateria i el baix i refà tota la resta." El cineasta Derek Burbidge va rodar els concerts sobre pel·lícula de 16 mm, però per tal de reduir despeses i de donar descans als càmeres, no es van poder gravar cinc de les cançons del repertori ("A Soapbox Opera", "You Started Laughing", "From Now On", "Ain't Nobody But Me" i "Downstream"). A&M Records va sol·licitar vídeos musicals de tres cançons; "Dreamer", "The Logical Song" i "Asylum". Peter Clifton els va editar juntament amb Sarah Legon, i fins i tot va estendre el seu treball a deu cançons més. Tot i això, l'estudi no va enviar mai l'aprovació i les gravacions no es van publicar, per la qual cosa Clifton es va retirar a la seva casa de Sydney i se'n va endur els negatius a Austràlia.
La llista de cançons inclou gairebé la totalitat del disc Crime of the Century (1974) (excepte "If Everyone Was Listening"), tres cançons del disc Crisis? What Crisis? (1975), dos del disc Even in the Quietest Moments (1977), tres del disc Breakfast in America (1979) a més de "You Started Laughing". El hit "Give a Little Bit" es va reproduir a la gira, però finalment no es va incloure perquè no van trobar cap presa amb el so suficientment bo per encaixar amb la resta.
Altres cançons que cantaven a la llista de gira però que no hi són a l'àlbum; " Goodbye Stranger "," Even in the Quietest Moments "," Downstream "," Child of Vision "i" Another's Man Woman ". Totes aquestes pistes, incloent-hi "Give a Little Bit", van aparèixer més tard en el segon disc en directe inclòs a l'edició de luxe del disc d'aniversari de Breakfast in America i al conjunt de 2 CD / DVD Live a Paris '79.

## Edició del DVD
El juliol del 2006, els masters originals de l'àlbum van ser redescoberts al graner del bateria de la banda, Bob Siebenberg, al nord de Califòrnia. Les cintes van ser enviades a Cups 'N Strings Studios a Woodland Hills, Califòrnia, per a la remasterització digital. Al principi, les cintes es trobaven en molt mal estat, però es van poder recuperar amb èxit a un format digital.
El 2010 es va contactar amb Peter Clifton per acabar d'editar els tres vídeos inicials, amb l'objectiu d'estrenar posteriorment una pel·lícula del concert a París. Una vegada que el gerent de Supertramp, Dave Margereson i Eagle Rock Entertainment, es van oferir a cobrir els costos de postproducció, Clifton va treballar per acabar la pel·lícula, fent el seu treball inicial a Austràlia. En el moment en què es va mudar a Londres per concloure el projecte, Clifton va descobrir que la seva idea original d'afegir una gran quantitat d'escenes documentals de París, fent una història similar a la que mostra a la seva pel·lícula sobre els Led Zeppelin, The Song Remains the Same van ser eliminades del muntatge final. El so va ser editat per Peter Henderson i l'enginyer de so original de Supertramp, Russel Pope, que a partir de les pistes originals es va restaurar i es va convertir a alta definició.
La pel·lícula del concert es va estrenar el 27 d'agost de 2012 amb el títol Live In Paris '79, amb edicions tant en DVD com en disc Blu-ray. El DVD es va tornar a editar el 2015 amb el concert complet en dos CD i amb els crèdits correctes.

## Llistes d'èxits

### Àlbum
| Llista (1980)            | N posicció |
| ------------------------ | ---------- |
| Austrian Albums Chart    | 7          |
| Canadian Albums Chart    | 3          |
| Dutch Albums Chart       | 2          |
| German Albums Chart      | 5          |
| New Zealand Albums Chart | 1          |
| Norwegian Albums Chart   | 6          |
| Swedish Albums Chart     | 12         |
| UK Albums Chart          | 7          |
| US Billboard 200         | 8          |

### Senzills
| Any  | Senzill   | Llista               | Posició |
| ---- | --------- | -------------------- | ------- |
| 1980 | "Dreamer" | US Billboard Hot 100 | 15      |

### DVD
| Llista (2012)                       | N posició |
| ----------------------------------- | --------- |
| Australian Music DVDs Chart         | 17        |
| Belgian (Flanders) Music DVDs Chart | 6         |
| Belgian (Wallonia) Music DVDs Chart | 1         |
| Danish Music DVDs Chart             | 10        |
| Dutch Music DVDs Chart              | 1         |
| Irish Music DVDs Chart              | 5         |
| Spanish Music DVDs Chart            | 5         |
| Swedish Music DVDs Chart            | 3         |
| Swiss Music DVDs Chart              | 1         |
| UK Music Videos Chart               | 5         |